# Кредитна спілка
Креди́тна спі́лка або кредиті́вка — некомерційна організація, заснована фізичними особами, професійними спілками, їх об'єднаннями на кооперативних засадах з метою задоволення потреб її членів у взаємному кредитуванні та наданні фінансових послуг за рахунок об'єднаних грошових внесків членів кредитної спілки (ст. 1 Закону України «Про кредитні спілки»). Кредитна спілка є фінансовою установою, виключним видом діяльності якої є надання фінансових послуг, передбачених Законом України «Про кредитні спілки». Законом України «Про фінансові послуги та державне регулювання ринків фінансових послуг» від 12 липня 2001 року (ст. 1) кредитну спілку віднесено до кредитних установ — фінансових установ, які відповідно до закону мають право за рахунок залучених коштів надавати кредити на власний ризик.

## Історія створення
Батьківщиною кредитних спілок вважається Німеччина, а їх батько — Фрідріх Вільгельм Райффайзен, який у селі Фламерсфельд розпочав свою кредитово-кооперативну діяльність у 1849-му році. Його «кредитова кооператива» для сільських жителів, відома у всьому світі як «райффайзенка», несла фінансову допомогу незаможнім селянам-фермерам, яких тоді немилосердно використовували лихварі. Приблизно у той самий час для найбідніших жителів міста, зокрема ремісників та дрібних купців у німецькому містечку Деліч, утворився міський тип такої ж ощадно-позичкової каси: її засновником був Герман Шульце-Деліч. З цих скромних початків постав кооперативно-кредитовий рух, який перенісся до Австрії у 1851, а згодом захопив Італію, Францію, Англію та інші країни.
В Україні першому сільському ощадно-позичковому товариству дав початок у 1871 році Григорій Ґалаган у селі Сокиринцях Прилуцького повіту Полтавської губернії (тепер: Срібнянського району Чернігівської області); в Галичині перше кредитове товариство під назвою «Віра» заснував Теофіл Кормош у 1894 році у місті Перемишль.
В незалежній Україні перші кредитні спілки відновили свою діяльність в 1992 році (створено перші 2 кредитні спілки в м. Кривий Ріг та м. Стрий (Львівська область). Відновлення кредитних спілок відбувалося за підтримки української діаспори з Канади та США.
1993 року Указом Президента було затверджено «Тимчасове положення про кредитні спілки», яким кредитні спілки відносилися до громадських організацій, які надавали фінансові послуги. 90-ті роки XX ст. характеризувалися створенням великої кількості кредитних спілок, але гіперінфляція 1993—1994 років та «валютна» криза 1998 року призвела до закриття багатьох спілок.
20 грудня 2001 року було прийнято Закон України «Про кредитні спілки», який визначив правовий статус кредитної спілки та модель її роботи. 2002 року було створено Державну комісію з регулювання ринків фінансових послуг — центральний орган виконавчої влади, основним завданням якого є регулювання небанківського фінансового сектору України. У 2003 році почалася процедура перереєстрації кредитних спілок і вони змінили статус з «громадського об'єднання» на «фінансову установу».
14 липня 2023 року, Верховна Рада України ухвалила нову редакцію закону «Про кредитні спілки». Прийняття відповідного законопроєкту № 5125 у другому читанні та в цілому підтримали 258 нардепів. Згідно із пояснювальною запискою до документа, чинний закон «Про кредитні спілки» було ухвалено більш як 20 років тому і його положення не враховують останні тенденції розвитку світової фінансової інфраструктури, а закладені підходи до регулювання потребують модернізації. Крім того, новий закон дозволить привести чинні норми у відповідність до того, що з липня 2020 року регулювання небанківського ринку передано НБУ. Положення цього закону мають врегулювати всі етапи діяльності кредитних спілок: від створення та ліцензування до здійснення діяльності (зокрема членство та оформлення внесків до спілки), від системи управління до нагляду за їх діяльністю та виходом з ринку. 

## Кооперативний рух та початки кредитової кооперації
Кооперативний рух, як такий, об'єднує людей доброї волі, котрі відчували свідомо або підсвідомо потребу господарської співпраці та самодопомоги у формі кооперативу для охорони і розбудови своїх власних господарств. Таке об'єднання породило громадські установи, завданням яких є:
- морально і матеріально допомагати своїм членам поліпшити їх добробут;
- скріпити господарську базу, потрібну для заспокоєння матеріальних і духовних потреб свого членства;
- дозволити членству взяти свої господарські та культурні справи краще і певніше у власні руки.

Для досягнення мети кредитова кооперація поставила в основу своєї програми позитивні і реальні господарські послуги своїм членам, своїй громаді та своєму народові за гаслом її праці: «Служити, а не панувати».

## Органи управління кредитної спілки
Вищим органом управління кредитної спілки є загальні збори членів кредитної спілки. Загальні збори збираються щонайменше один раз на рік. Основними повноваженнями зборів є: затвердження Статуту та Положень про органи управління; обрання органів управління; прийняття рішення щодо реорганізації кредитної спілки.
Спостережна Рада кредитної спілки обирається загальними зборами членів кредитної спілки в кількості не менше 5-ти осіб. Спостережна рада представляє інтереси членів кредитної спілки в період між загальними зборами. Строк повноважень членів спостережної ради визначається рішенням загальних зборів (як правило, це 3 роки).
Кооперативна природа діяльності кредитних спілок відображена в принципах її діяльності (ст.ст. 2, 14, 20, 21, 24, 25 Закону України «Про кредитні спілки»). Ці принципи діяльності кредитних спілок в Україні переплітаються з принципами кредитної кооперації, що ухвалені Всесвітньою радою кредитних спілок [Архівовано 26 вересня 2019 у Wayback Machine.] 24 серпня 1984 року.

## Основні принципи
1. добровільності вступу та свободи виходу з кредитної спілки — членство в кредитній спілці є відкритим для всіх, хто відповідає вимогам певної спільноти, хоче користуватись послугами спілки, готовий прийняти членську відповідальність;
2. рівноправності членів кредитної спілки — усі члени кредитної спілки мають рівні права, в тому числі у разі голосування на загальних зборах, незалежно від розміру пайового та вступного внесків. Голосування на загальних зборах відбувається за принципом — один член кредитної спілки, присутній на зборах, має один голос;
3. самоврядування — забороняється будь-яке втручання в діяльність кредитної спілки, за винятком випадків, передбачених законом;
4. гласності — загальні збори членів кредитної спілки заслуховують та затверджують річні звіти діяльності органів управління та контролю кредитної спілки. Члени кредитної спілки мають право на ознайомлення з протоколами органів управління кредитної спілки;
5. наданні послуг для поліпшення економічного та соціального захисту членів спілки — кредитна спілка діє з метою задоволення потреб її членів у кредитуванні за рахунок об'єднаних грошових внесків;
6. неприбутковості — кредитна спілка не має на меті отримання прибутку, для подальшого його розподілу між засновниками. Кредитна спілка самостійно встановлює плату за послуги, які надаються членам кредитної спілки. Послуги, як правило, надаються за ціною близькою до собівартості;
7. розподілу фінансового результату між членами — нерозподілений дохід, що залишається за результатами фінансового року, розподіляється за рішенням загальних зборів, у тому числі між членами кредитної спілки, пропорційно розміру їх пайових внесків у вигляді відсотків (процентів);
8. зміцнення фінансової стабільності — кредитна спілка формує резерви та фонди в розмірах встановлених чинним законодавством (для відшкодування можливих збитків, які не можуть бути покритими за рахунок надходжень поточного фінансового року, забезпечення платоспроможності кредитної спілки та захисту заощаджень її членів формується резервний капітал; з метою покриття передбачуваних збитків від неповернених кредитів за рахунок частини доходів формується фонд покриття збитків від неповернених кредитів;
9. співпраці між кредитними спілками — з метою координації своєї діяльності, надання взаємодопомоги та захисту спільних інтересів кредитні спілки мають право на добровільних засадах створювати асоціації кредитних спілок.
10. недискримінації учасників спільноти — даний принцип передбачає, що для учасників кредитної спілки, які час від часу користуються її послугами, неприпустимою є як цінова, так і процедурна (доступність послуг) дискримінація за релігійною, статевою, політичною або будь-якою іншою ознакою. В силу цього принципу не можливе обслуговування (надання кредитів, прийняття депозитів, надання інших оплатних послуг) одним членам спілки на умовах, відмінних від умов надання таких самих послуг іншим її членам. Також не припустимим є нарахування доходів за обов'язковими пайовими внесками вищих, ніж за обов'язковими пайовими внесками, що на даний момент законодавством України не забороняється.

## Державне регулювання діяльності кредитних спілок
- Державне регулювання діяльності кредитних спілок здійснювали такі органи державної влади
- 2003—2012 — Державна комісія з регулювання ринків фінансових послуг України — Центральний орган виконавчої влади зі спеціальним статусом; не входить до структури Кабінету Міністрів України.
- 2012—2020 — Національна комісія, що здійснює регулювання на ринках фінансових послуг — спеціальний орган виконавчої влади.
- Від 2020 — Національний банк України.

## Об'єднання кредитних спілок України
1. Національна асоціація кредитних спілок України [Архівовано 9 квітня 2022 у Wayback Machine.]
2. Об'єднана кредитна спілка Національної асоціації кредитних спілок України
3. Всеукраїнська асоціація кредитних спілок [Архівовано 17 червня 2022 у Wayback Machine.]
4. Українська об'єднана кредитна спілка